# Apodemia chisosensis
Apodemia chisosensis is een vlindersoort uit de familie van de prachtvlinders (Riodinidae), onderfamilie Riodininae.
Apodemia chisosensis werd in 1964 beschreven door Freeman.